# Да Силва, Виллиам Фернандо
Виллиам Фернандо да Силва (порт. William Fernando da Silva более известный, как Виллиам порт. William; родился 20 ноября 1986 года в Сан-Паулу, Бразилия) — бразильский футболист, полузащитник клуба ССА Масейо.

## Биография
Виллиам — воспитанник клуба «Палмейрас». 28 мая 2006 года в матче против «Гремио» он дебютировал в бразильской Серии A. В 2008 году Виллиам потерял место в основе и следующие сезоны провёл, выступая на правах аренды за команды «Ипатинга», «Наутико Ресифи», «Витория Салвадор», «Гояс» и «Атлетико Гоияниенсе». Летом 2012 года он присоединился к клубу Серии B, «Жоинвиль». 25 июля в матче против «Америки» из Рио-де-Жанейро Виллиам дебютировал за новую команду. 11 августа в поединке против «Гуаратингеты» он забил свой первый гол за «Жоинвиль».
В начале 2013 года Виллиам перешёл в южнокорейский «Пусан Ай Парк». 3 марта в матче против «Гонгвона» он дебютировал в чемпионате Южной Кореи.
В начале 2014 года Виллиам подписал контракт с мексиканским «Керератро». 4 января в матче против «Монаркас Морелия» он дебютировал в мексиканской Примере. 19 января в поединке против «Монтеррея» Виллиам забил свой первый гол за «Керетаро». Во втором своём сезоне он помог клубу выйти в финал чемпионата.
В начале 2016 года Виллиам перешёл в столичную «Америку». 10 января в матче против «Пуэблы» он дебютировал за клуб из Мехико, заменив во втором тайме Орибе Перальту. 10 апреля в поединке против «Тихуаны» Виллиам забил свой первый гол за «Америку». В том же году он стал победителем Лиги чемпионов КОНКАКАФ.

## Достижения
- Чемпион штата Сан-Паулу (1): 2021
- Чемпион штата Баия (1): 2009
- Обладатель Кубка чемпионов КОНКАКАФ (1): 2015/2016